# Santa Fe (Coahuila)
Santa Fe es una localidad del suroeste del estado mexicano de Coahuila de Zaragoza, forma parte del municipio de Torreón.
Santa Fe constituye el escasamente poblado sector este del municipio de Torreón, que se encuentra aislado geográficamente de la cabecera municipal, se encuentra seco la mayor parte del tiempo debido al clima y el agua que le llega se utiliza para la irrigación de campos agrícolas, la propia Santa Fe es un ejido que aprovecha esta situación.
La principal vía de comunicación de Santa Fe es de la Carretera Torreón-Santa Fe (Carretera Coahuila 72) hoy conocido como Calzada Juan Agustín de Espinoza.